# HC Meshkov Brest
L'Handball Club Meshkov Brest è una squadra di pallamano maschile bielorussa con sede a Brėst.

È stata fondata nel 2002.

## Palmarès

### Titoli nazionali
- Campionato bielorusso di pallamano maschile: 15
  - 2003-04, 2004-05, 2006-07, 2007-08, 2014-15, 2015-16, 2016-17, 2017-18, 2018-19, 2019-20, 2020-21, 2021-22, 2022-23
- Coppa della Bielorussia: 13
  - 2003-04, 2004-05, 2007-08, 2008-09, 2010-11, 2013-14, 2014-15, 2015-16, 2016-17, 2017-18, 2019-20, 2020-21